# Šunsuke Ando
Šunsuke Ando (japonsky 安藤 駿介, * 10. srpna 1990) je japonský fotbalista.

## Klubová kariéra
Hrával za Kawasaki Frontale a Shonan Bellmare.

## Reprezentační kariéra
S japonskou reprezentací se zúčastnil Letních olympijských her 2012.